# Bošnjane (Varvarin)
Pour les articles homonymes, voir Bošnjane.
Bošnjane (en serbe cyrillique : Бошњане) est une localité de Serbie située dans la municipalité de Varvarin, district de Rasina. Au recensement de 2011, elle comptait 1 702 habitants.
Bošnjane est officiellement classé parmi les villages de Serbie.

## Géographie
Bošnjane est situé sur une côte au-dessus de la Zapadna Morava et à proximité de la Bošnjanske reka. Le centre du village se caractérise par un peuplement dense. La localité est divisée en plusieurs parties : Bukovik, situé au bord du ruisseau éponyme de Bukovik, Gornja Mala, au sud de la Morava, Srednja Mala au centre du territoire occupé par le village et Donja Mala, au nord de la Morava. Gornja Mala est séparée de Srednja Mala par la Bošnjanska reka. 

## Histoire
L'ancien village se trouvait à 2 km de l'actuelle localité, à l'emplacement du hameau de Bukovac. Il a été déplacé il y a 250 ans pour éviter les inondations de la Morava. Selon la légende, le nom de Bošnjane viendrait des turcs bosniaques tombés dans le village ou d'un spahi bosniaque qui en aurait possédé le territoire. Selon une autre légende, le village tiendrait son nom de Boško Jugović, qui y naquit. Une partie de sa population provenait du Monténégro, de la Vieille Serbie et du Kosovo, suivie par des migrants venus de la région de la Toplica, de Kruševac, Vranje, Leskovac et Stalać.

## Démographie

### Évolution historique de la population
| 1948  | 1953  | 1961  | 1971  | 1981  | 1991  | 2002  | 2011  |
| ----- | ----- | ----- | ----- | ----- | ----- | ----- | ----- |
| 2 320 | 2 413 | 2 371 | 2 459 | 2 364 | 2 161 | 1 963 | 1 702 |

|  |

## Économie
La population active représente 43,8 % de la population totale, l'agriculture et l'élevage occupant 34,1 % des actifs. La coopérative rurale Bošnjanka regroupe toutes les exploitations agricoles du secteurs. 

## Divers
Bošnjane possède une chancellerie locale, une école élémentaire, une poste, une maison communale dotée d'une bibliothèque. Le village abrite une église et un monastère.